# 金刚口滴螺
金刚口滴螺（學名：Physa jingangkouensis）是腹足綱膀胱螺屬的一個已滅絕物種。物種以其發現地中國山东省莱阳市的金刚口來命名。